# Старочуднівськогутянська сільська рада
Старочуднівськогутянська сільська рада (до 1928 року — Чудно-Гутівська сільська рада, у 1928—2010 роках — Старочуднівсько-Гутянська сільська рада) — колишня адміністративно-територіальна одиниця та орган місцевого самоврядування у Чуднівському і Романівському (Миропільському, Дзержинському) районах Волинської округи, Вінницької й Житомирської областей Української РСР та України з адміністративним центром у с. Старочуднівська Гута.

## Населені пункти
Сільській раді підпорядковані населені пункти:
- с. Старочуднівська Гута
- с. Сульжинівка

## Населення
Кількість населення ради станом на 1923 рік становила 1 979 осіб, кількість дворів — 330.
Кількість населення сільської ради станом на 1924 рік становила 1 627 осіб.
Відповідно до результатів перепису населення СРСР, кількість населення ради станом на 12 січня 1989 року становила 672 особи.
Станом на 5 грудня 2001 року, відповідно до перепису населення України, кількість мешканців сільської ради становила 574 особи.

## Склад ради
Рада складалася з 15 депутатів та голови.

## Історія
Створена 1923 року як Чудно-Гутівська сільська рада, в складі с. Старочуднівська Гута, колонії Сульжинівка та хуторів Зелені Брачки і Чайківка Чуднівської волості Полонського повіту Волинської губернії. 1 вересня 1925 року х. Зелені Брачки передано до складу Вилівської сільської ради Довбишського району. 28 вересня 1925 року в кол. Сульжинівка утворено окрему Сульжинівську сільську раду Романівського (згодом — Дзержинський) району. 6 лютого 1928 року перейменована на Старочуднівсько-Гутянську сільську раду. Станом на 1 жовтня 1941 року в підпорядкуванні значилися населений пункт Виробничий участок та х. Галиха.
Станом на 1 вересня 1946 року сільська рада входила до складу Дзержинського району Житомирської області, на обліку в раді перебувало с. Старочуднівська Гута.
11 серпня 1954 року, відповідно до указу Президії Верховної ради Української РСР «Про укрупнення сільських рад по Житомирській області», до складу ради включено села Бартуха, Станіславівка і Сульжинівка ліквідованих Станіславівської та Сульжинівської сільських рад Дзержинського району. 2 вересня 1954 року, відповідно до рішення Житомирського облвиконкому № 1087 «Про перечислення населених пунктів в межах районів Житомирської області», с. Бартуха передане до складу Карвинівської сільської ради Дзержинського району. 6 лютого 1956 року, відповідно до рішення Житомирського облвиконкому № 95 «Про перечислення окремих населених пунктів в межах Дзержинського, Барашівського і Радомишльського районів», с. Станіславівка підпорядковане Карвинівській сільській раді. Станом на 1 березня 1961 року с. Чайківка не перебувало на обліку населених пунктів.
На 1 січня 1972 року сільська рада входила до складу Дзержинського (згодом — Романівський) району Житомирської області, на обліку в раді перебували села Старочуднівська Гута і Сульжинівка.
18 березня 2010 року, відповідно до рішення Житомирської обласної ради, сільську раду перейменовано на Старочуднівськогутянську.
Виключена з облікових даних 17 липня 2020 року. Територію та населені пункти ради, відповідно до розпорядження Кабінету Міністрів України № 711-р від 12 червня 2020 року «Про визначення адміністративних центрів та затвердження територій територіальних громад Житомирської області», включено до складу Романівської селищної територіальної громади Житомирського району Житомирської області.
Входила до складу Чуднівського (7.03.1923 р.) та Романівського (Миропільського, Дзержинського, 27.06.1925 р.) районів.